# Finala Cupei României 2009
Finala Cupei României 2009 a fost un meci de fotbal ce a avut loc pe 13 iunie 2009, pe Stadionul Tudor Vladimirescu din Târgu Jiu pentru a decide câștigătoarea Cupei României 2008-2009. Finala din 2009 a fost punctul culminant al celui de al 71-lea sezon al cupei. Arbitrul meciului a fost Cristian Balaj. 
Trofeul a fost câștigat de CFR Cluj pentru a doua oară consecutiv, învingând-o de această dată pe FC Timișoara cu scorul de 3-0.

## Drumul către finală
| Șaisprezecimi | CFR II Cluj           | 0 – 1 | Politehnica Timișoara |
| Optimi        | Dunărea Galați        | 1 – 2 | Politehnica Timișoara |
| Sferturi      | Politehnica Timișoara | 2 – 0 | Gloria Bistrița       |
| Semifinală    | Dinamo București      | 1 – 4 | Politehnica Timișoara |

| Șaisprezecimi | U Cluj             | 3 – 3 (d.p., p. 10 – 11) | CFR Cluj           |
| Optimi        | Sportul Studențesc | 0 – 1                    | CFR Cluj           |
| Sferturi      | CFR Cluj           | 1 – 0                    | Pandurii Târgu Jiu |
| Semifinală    | CFR Cluj           | 2 – 0                    | SC Vaslui          |

## Detaliile meciului
| Politehnica Timișoara | 0 – 3    | CFR Cluj                             |
| --------------------- | -------- | ------------------------------------ |
|                       | (Report) | Deac 7' Peralta 29' (pen.) Culio 54' |

| POLITEHNICA TIMIȘOARA | CFR Cluj |

| POLITEHNICA TIMIȘOARA: |    |                    |     |     |
|                        |    |                    |     |     |
| P                      | 29 | Costel Pantilimon  |     |     |
| FS                     | 3  | Iasmin Latovlevici |     |     |
| CM                     | 5  | Dan Alexa (c)      | 35' |     |
| CB                     | 6  | Daré Nibombé       |     | 76' |
| RM                     | 7  | Stelian Stancu     |     |     |
| CF                     | 9  | Winston Parks      |     |     |
| LM                     | 10 | Artavazd Karamyan  |     |     |
| CM                     | 17 | Balázs Borbély     | 37' | 58' |
| CF                     | 18 | Gheorghe Bucur     |     |     |
| CB                     | 28 | Marián Čišovský    | 76' |     |
| RB                     | 30 | Valentin Bădoi     |     | 46' |
| Rezerve:               |    |                    |     |     |
| GK                     | 99 | Pedro Taborda      |     |     |
| CF                     | 8  | Dare Vršič         |     | 58' |
| CF                     | 11 | Arman Karamyan     |     | 46' |
| CB                     | 16 | Srdjan Luchin      |     | 76' |
| CM                     | 20 | Florin Maxim       |     |     |
| CF                     | 27 | Lukáš Magera       |     |     |
| CM                     | 31 | Abiodun Agunbiade  |     |     |
| Antrenor:              |    |                    |     |     |
| Valentin Velcea        |    |                    |     |     |

| CFR CLUJ: |    |                     |     |     |
|           |    |                     |     |     |
| GK        | 1  | Nuno Claro          |     |     |
| RB        | 2  | Tony (c)            |     |     |
| LB        | 4  | Cristian Panin      |     |     |
| CB        | 6  | Gabriel Mureșan     |     |     |
| CM        | 8  | Sixto Peralta       | 36' | 58' |
| CB        | 15 | Hugo Alcântara      |     |     |
| CF        | 17 | Yssouf Koné         | 42' |     |
| CM        | 19 | Emmanuel Culio      | 54' |     |
| RM        | 23 | Bogdan Mara         |     | 81' |
| DM        | 31 | Dani                |     |     |
| LM        | 77 | Ciprian Deac        |     | 69' |
| Rezerve:  |    |                     |     |     |
| GK        | 44 | Eduard Stăncioiu    |     |     |
| CM        | 7  | Sebastián Dubarbier |     | 69' |
| CF        | 9  | Lacina Traoré       |     |     |
| CD        | 16 | Darío Flores        |     |     |
| CD        | 27 | André Galiassi      |     |     |
| LM        | 33 | Álvaro Pereira      |     | 58' |
| CF        | 99 | Diego Ruiz          |     | 81' |
| Antrenor: |    |                     |     |     |
| Toni      |    |                     |     |     |

| Oficialii meciului - Arbitri asistenți: - Cristian Nica - Aurel Onița - Al patrulea arbitru: - Marius Avram Jucătorul meciului - Emmanuel Culio | Reguli - 90 minute. - 30 minute de prelungire (două reprize de 15 minute). - Lovituri de departajare dacă scorul este egal după 120 de minute. - Șapte jucători pe banca de rezervă. - Maxim trei înlocuiri. |

## Legături externe
- Site oficial Arhivat în 15 martie 2009, la Wayback Machine.